# Kaiika
Kaiika (на маорі означає «пожирач риби») — це вимерлий рід базальних пінгвінів з ранньоеоценових (підрост Вайпаван-Мангаорапан) відкладень Південного Кентербері, Нова Зеландія. Відомо лише з однієї плечової кістки. Його знайшов у 1998 році доктор Філіп Максвелл, палеонтолог і стратиграф, у формації Кауру Кентерберійського басейну, поблизу річки Вайхао. Його вперше назвали Юен Фордайс і Деніел Томас у 2011 році, а типовий вид — Kaiika maxwelli. Каїка — один із найдавніших відомих пінгвінів.